# Plantae per Galliam, Hispaniam et Italiam Observatae, Iconobus Aeneis Exhibitae
Plantae per Galliam, Hispaniam et Italiam Observatae, Iconobus Aeneis Exhibitae (abreviado Plantae per Galliam) es un libro con ilustraciones y descripciones botánicas que fue escrito por el biólogo y fraile dominico francés Jacques Barrelier. Fue publicado en París en 1 volumen con dos partes en el año 1714, con el nombre de Plantae per Galliam, Hispaniam et Italiam observatae, iconibus aeneis exhibitae / a R.P. Jacobo Barreliero... Generalium Praepositorum Ordinis FF. Praedicatorum... ; opus posthumum, accurante Antonio de Jussieu... in lucem editum, & ad recentiorum normam digestum. Cui accessit eiusdem auctoris specimen de insectis quibusdam marinis, Mollibus, Crustaceis [et] Testaceis.